# Gardemusik Wien

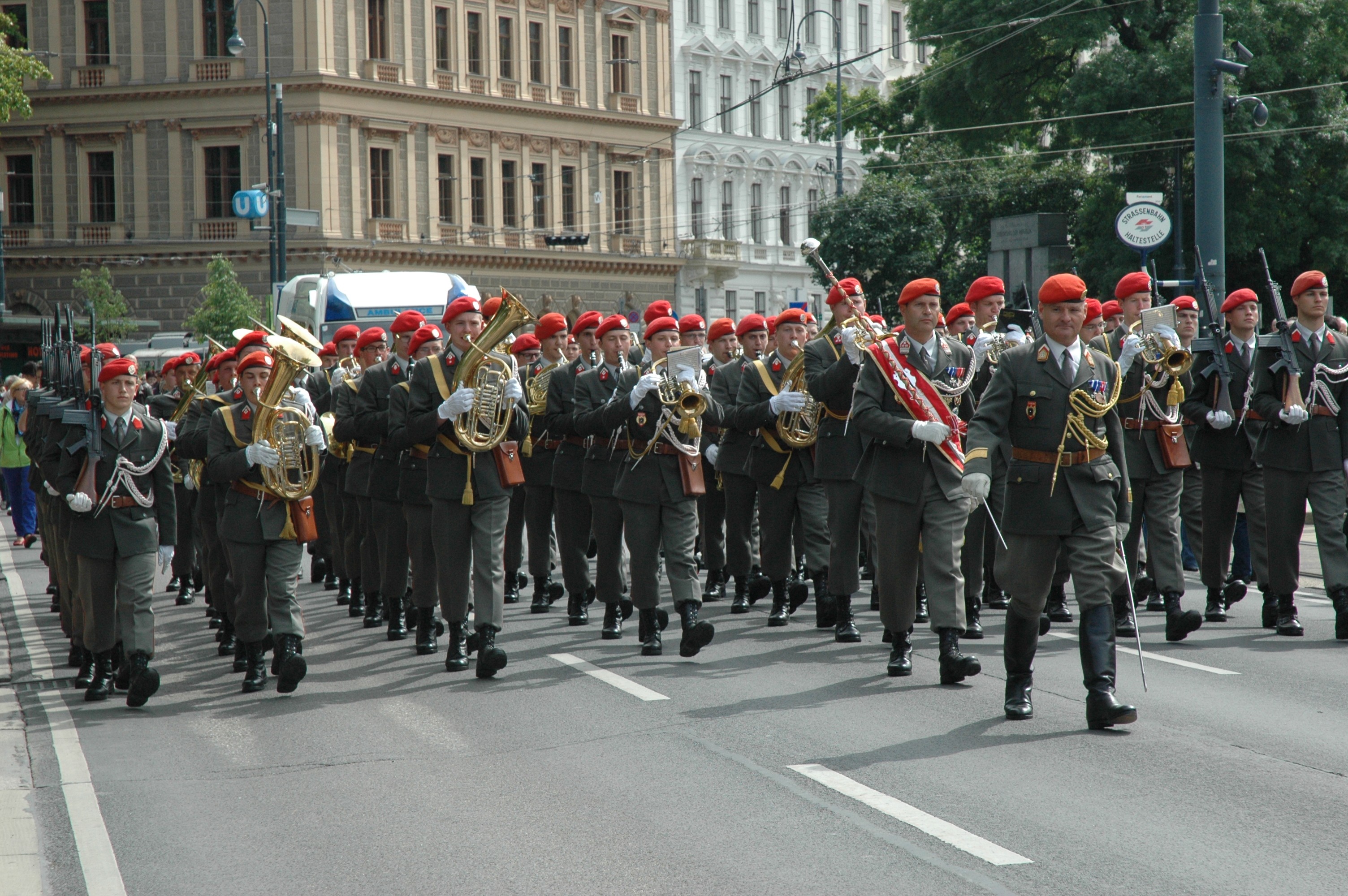
Garde und Gardemusik beim 34. Österreichischen Blasmusikfest 2013 in Wien

Die Gardemusik Wien (auch Militärmusik des Gardebataillons Wien) ist eine von neun Militärmusikkapellen Österreichs. Sie ist Teil des Gardebataillons des österreichischen Bundesheeres, in der Maria-Theresien-Kaserne im 13. Wiener Gemeindebezirk Hietzing stationiert und besteht aus 60 Musikern. Der Kommandant der Gardemusik ist auch Militärmusikchef des Bundesheeres.

## Geschichte

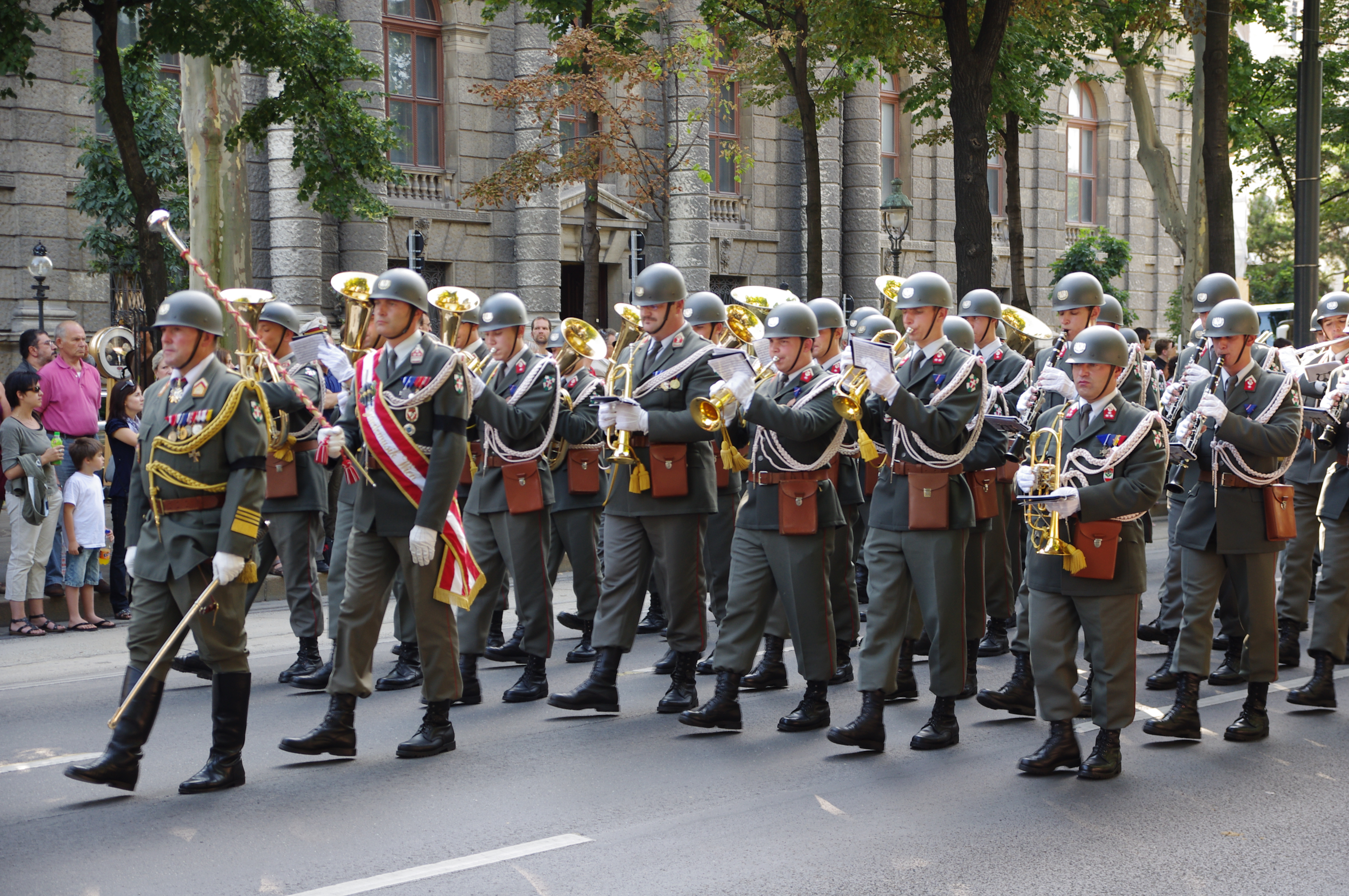
Die Gardemusik Wien beim Kondukt für Otto von Habsburg (2011)

Nach Inkrafttreten des Österreichischen Staatsvertrages marschierte am 26. September 1955 die provisorische Grenzschutzabteilung 1 durch die Straßen von Wien, begleitet von einem Musikzug bestehend aus Musikern der Abteilung. In der Folge wurde die Grenzschutzabteilung in Heereswachbataillon umbenannt, ab Jänner 1956 übernahm die Musikkapelle des Heereswachbataillons sämtliche repräsentativen Aufgaben in Wien von der Polizeimusik Wien. Am 15. Mai 1957 erfolgte die Umbenennung des Heereswachbataillons in Gardebataillon, die Musikkapelle des Heereswachbataillons wurde zur Gardemusik umbenannt.
Militärkapellmeister Friedrich Hodick stellte 1965 den Großen Österreichischen Zapfenstreich zusammen, für die Endredaktion zeichnete Anton Sollfellner verantwortlich. Hodick komponierte außerdem den Präsentiermarsch, der beim Abschreiten der Front gespielt wird. Für neu gewählte Bundespräsidenten wurde jeweils ein eigener Marsch komponiert, beispielsweise 2017 der Dr.-Van-Der-Bellen-Marsch und 2004 der Dr.-Heinz-Fischer-Marsch von Bernhard Heher oder der Dr.-Thomas-Klestil-Marsch von Hans Schadenbauer.
Ab Oktober 2014 wurde aus Kostengründen die Auflassung von fünf österreichischen Militärkapellen diskutiert. Im Dezember 2014 einigte sich die Regierung auf ein Behalten der neun Standorte bei gleichzeitiger Reduktion des Personals auf 20 Musiker pro Bundesland. Die Gardemusik war als einzige österreichische Militärmusikkapelle von der Personalreduktion nicht betroffen. Im Mai 2016 beschloss die österreichische Landeshauptleutekonferenz gemeinsam mit Verteidigungsminister Hans Peter Doskozil einen Stopp der Heeresreform.

### Trommel-Ponys

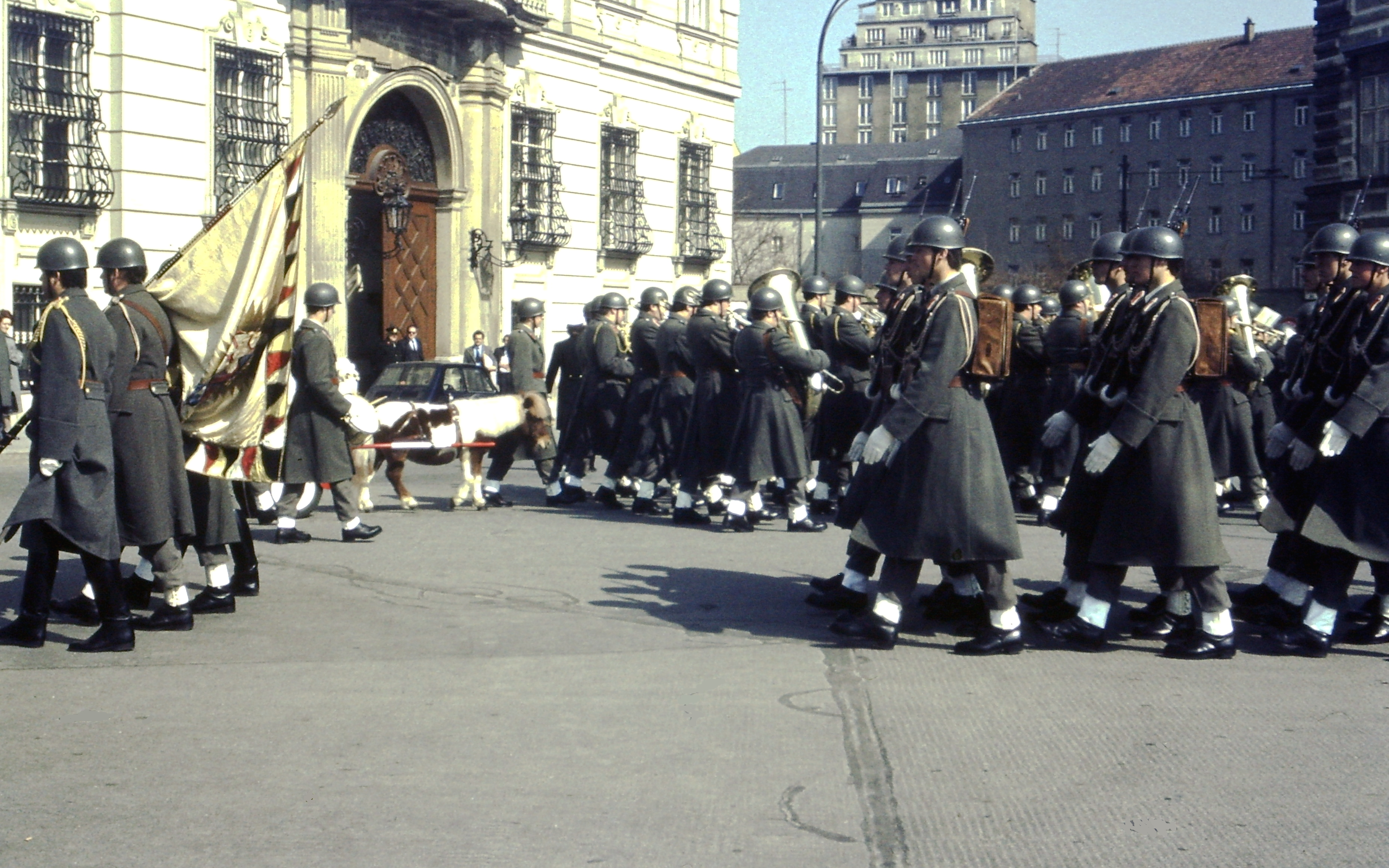
Gardemusik Wien mit Trommelpony vor dem Bundeskanzleramt (1980)

Zu den Besonderheiten der Gardemusik zählten die Ponys, die zum Ziehen der Großen Trommel zum Einsatz kamen, darunter die Ponys mit Namen Donner und Blitz. Ab 1977 betreute Pony-Mutter Rosa Zatschkowitsch neben dafür abgestellten Grundwehrdienern die in Diensten des Bundesheeres befindlichen Ponys mit. 2004 wurde sie dafür von Bundespräsident Thomas Klestil mit der Goldenen Medaille für Verdienste um die Republik Österreich ausgezeichnet, außerdem erhielt sie vom Österreichischen Blasmusikverband die Verdienstmedaille in Bronze. Die 2012 im Alter von 92 Jahren gestorbene frühere Journalistin und Fotografin wurde mit militärischen Ehren verabschiedet. Während des Sommerurlaubes der Gardemusik waren die Ponys in Hochfilzen in Tirol stationiert. Die letzten Ponys, Wachtmeister Amadeus und Korporal Mozart, wurden 2015 pensioniert und nicht mehr nachbesetzt.

## Aktivitäten

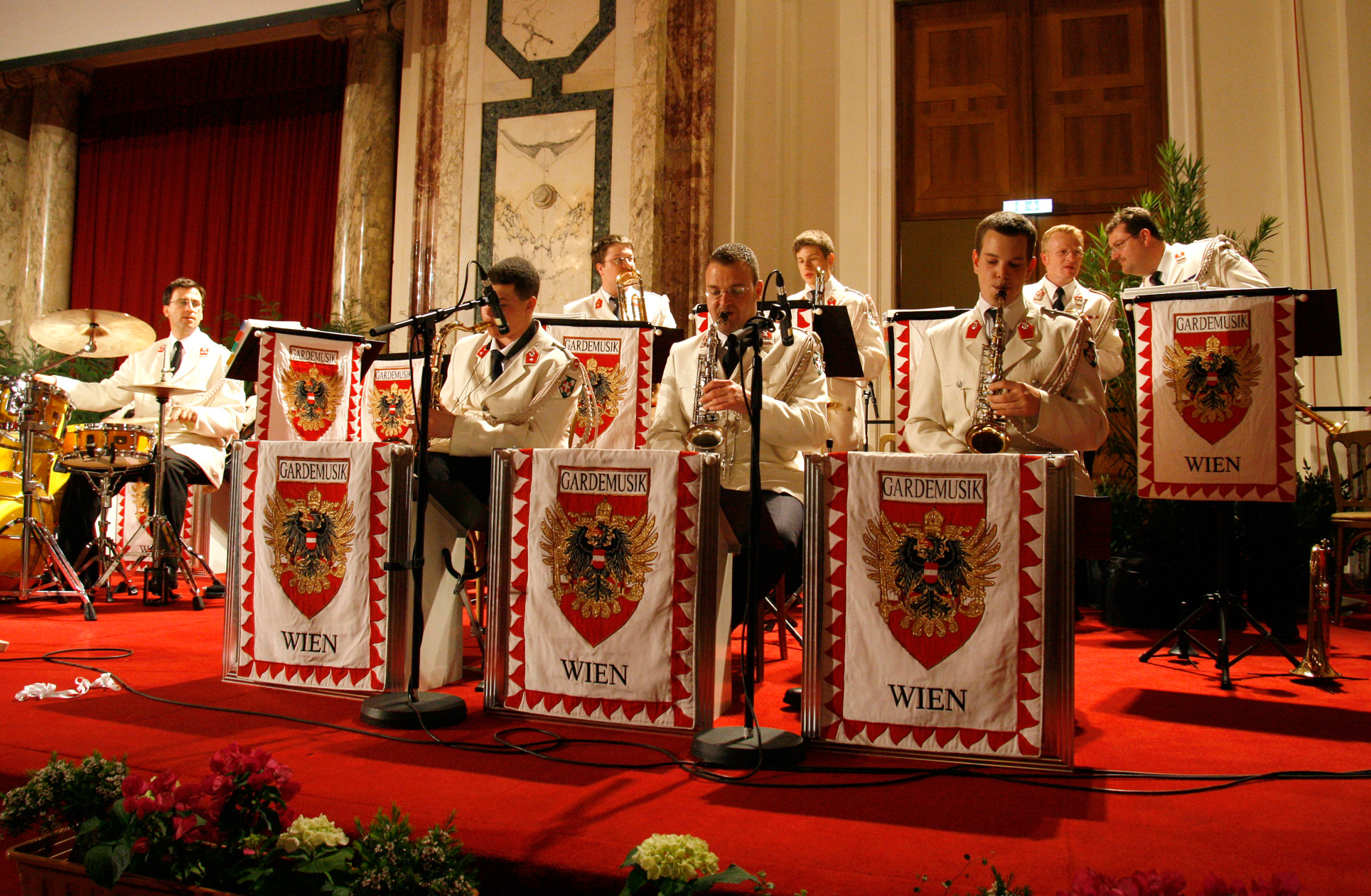
Ensemble der Gardemusik am Benefizball dancer against cancer in der Wiener Hofburg (2010)

Eine der Hauptaufgaben ist die musikalische Umrahmung von Staatsempfängen, Akkreditierungen von Botschaftern und anderen sogenannten Ehrengestellungen, beispielsweise Kondukten. Außerdem produzierte die Gardemusik über zwanzig Tonträger, neben Militärmärschen unter anderem auch Einspielungen von Werken von Johann Strauß, Carl Michael Ziehrer und Joseph Lanner.
Zu den jährlich stattfindenden Auftritten zählen der Neujahrsempfang des Bundespräsidenten für das Diplomatische Korps, das Frühlingskonzert des symphonischen Blasorchesters und seit 1978 das Arkadenhofkonzert im Arkadenhof des Wiener Rathauses. In der Wiener Ballsaison werden von Ballorchester bzw. Big Band der Gardemusik verschiedene Bälle in der Wiener Hofburg musikalisch umrahmt, etwa der Ball der Offiziere. Bis 2001 fand das Herbstkonzert der Gardemusik im Goldenen Saal des Wiener Musikvereins statt, aufgrund der Verkürzung des Grundwehrdienstes und der Reduzierung des Streicherkontingentes findet dieses seitdem nicht mehr statt. In der Weihnachtszeit zählen Auftritte bei Licht ins Dunkel oder bei der Illuminierung des Christbaumes vor dem Wiener Rathaus zum Programm. Im Ausland war die Gardemusik wiederholt bei internationalen Militärmusiktreffen präsent.
Im Februar 2019 musizierte die Gardemusik im Rahmen des Wiener Opernballes beim Empfang der Gäste auf dem Roten Teppich.
Die Gardemusik führt außerdem jährlich einen 12 bis 15 Wochen dauernden Lehrgang für Unteroffiziersanwärter aller neun österreichischen Militärmusiken durch.

## Kapellmeister

### 1. Kapellmeister
- 1956 bis 1960: Gustav Gaigg[15]
- 1960 bis 1971: Friedrich Hodick
- 1972 bis 1975: Rudolf Bara

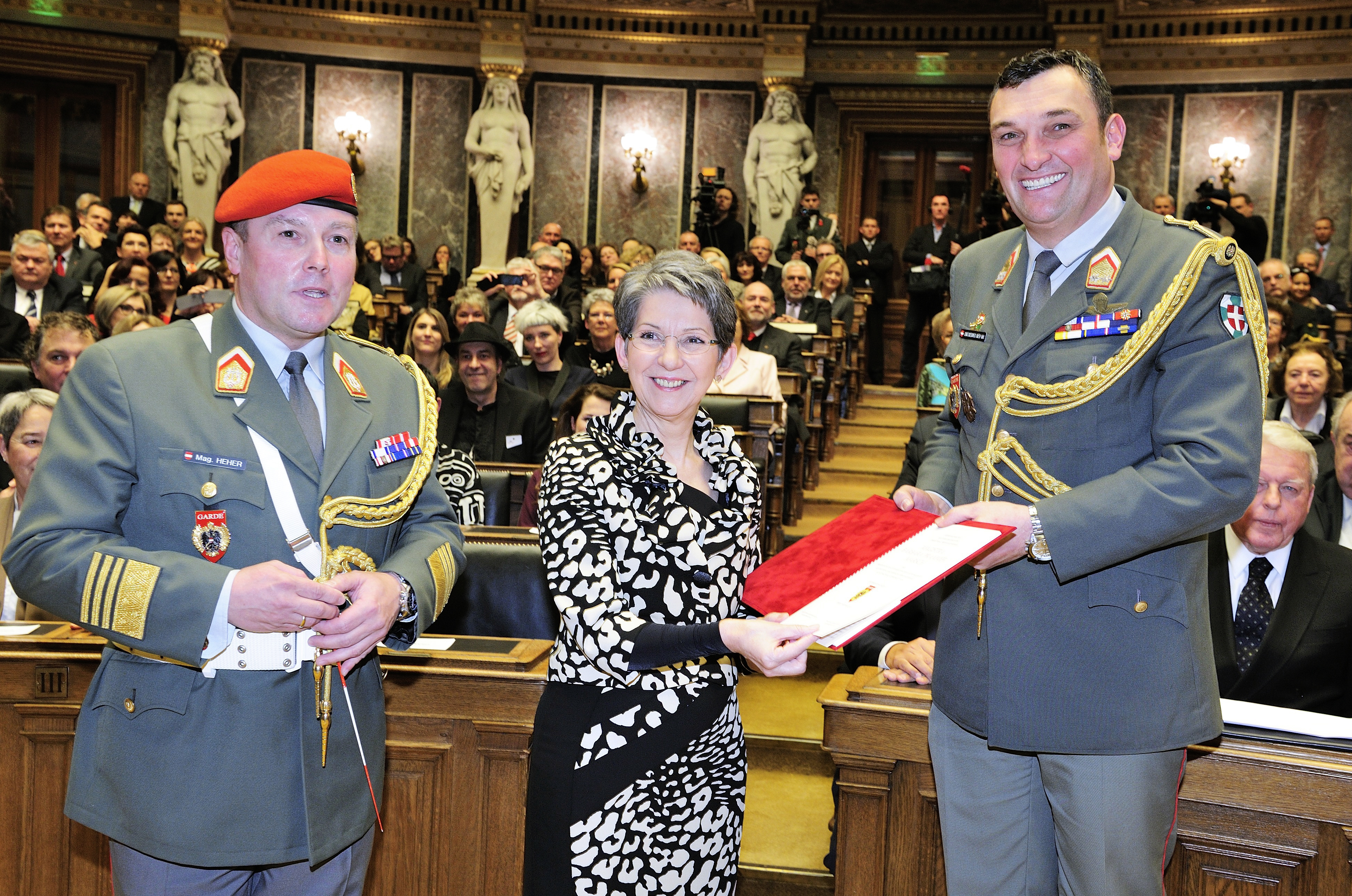
Militärkapellmeister Bernhard Heher und Gardekommandant Stefan Kirchebner übergeben die Partitur des "Barbara-Prammer-Marsches" an Nationalratspräsidentin Barbara Prammer (2014).

- 1975 bis 2002: Johann Schadenbauer
- seit 2002: Bernhard Heher[2]

### 2. Kapellmeister
- 1963 bis 1965: Franz Josef Kohsich
- 1965 bis 1968: Anton Sollfellner[16]
- 1968: Rudolf Bodingbauer[17]
- 1969 bis 1971: Rudolf Bara
- 1990 bis 1995: Hannes Lackner
- 1997 bis 2002: Bernhard Heher
- seit 2005: Johann Kausz[2]

## Musikmeister
- 1956 bis 1960: Josef Hahn
- 1960 bis 1974: Johann Bauerstätter
- 1975 bis 1980: Josef Hain
- 1980 bis 1993: Hermann Auer
- 1993 bis 2011: Josef Höller[2][18]
- seit 2011: Gerald Springer[1][18]